# ワッサーマン・メディア・グループ
ワッサーマン（Wasserman, 旧Wasserman Media Group） は、アメリカ合衆国のエージェンシーの1つ。
スポーツ選手などのエージェント業務やペプシコやマイクロソフトなどのスポーツへのスポンサーシップなどを取り扱う。

## 概要
ルー・ワッサーマンの孫のケイシー・ワッサーマンが1998年に設立。
2002年にスポーツマーケティングとネーミングライツ業であるEnvisionとカリフォルニア州カールスバッドに本拠を置くThe Familieを買収。
2006年1月、Wassermanはスポーツエージェントアーン・テレムのNBAおよびMLBスポーツエージェント事業を買収。テレムは主任代理人に就任する。その後、テレムは2015年NBAデトロイト・ピストンズを運営するパレス・スポーツ・アンド・エンターテインメントの副会長に就任した。
2006年11月、イギリスのサッカーエージェントSFXを買収した。この買収を通じて、スティーブン・ジェラード、ロビー・キーン、ジェイミー・キャラガー、マイケル・オーウェン、ティム・ケーヒル、ウェズ・ブラウン、スコット・パーカー、ジャック・ウィルシャー、エミール・ヘスキー、シェイ・ギヴン、ティム・ハワード、アレックス・モーガン等をクライアントとして獲得した。
2021年3月、ドイツのボクシングプロモーション会社「ザウアーラント・イベント」を買収した。同年6月、イギリス人の人気YouTuberであるKSIとパートナーシップ契約を結んで新たにボクシングプロモーション会社「Misfits Boxing」を設立した。

## 主なクライアント

### スポーツ選手

#### MLB
- ノーラン・アレナド - セントルイス・カージナルス
- ハビアー・バエズ - デトロイト・タイガース
- ホセ・ベリオス - トロント・ブルージェイズ
- J.P.クロフォード - シアトル・マリナーズ
- トラビス・ダーノー - アトランタ・ブレーブス
- ダルビッシュ有 - サンディエゴ・パドレス
- エドウィン・ディアス - ニューヨーク・メッツ
- タイラー・グラスノー - ロサンゼルス・ドジャース
- ヤズマニ・グランダル - シカゴ・ホワイトソックス
- カイル・ヘンドリックス - シカゴ・カブス
- エンリケ・ヘルナンデス - ロサンゼルスドジャース
- ケンリー・ジャンセン   - ボストン・レッドソックス
- DJ・ルメイユ - ニューヨーク・ヤンキース
- ジョン・ミーンズ - ボルチモア・オリオールズ
- ラーズ・ヌートバー - セントルイス・カージナルス
- ジャンカルロ・スタントン - ニューヨーク・ヤンキース
- 鈴木誠也 - シカゴ・カブス
- 千賀滉大 - ニューヨーク・メッツ
- 筒香嘉智 - サンフランシスコ・ジャイアンツ傘下
- 山本由伸 - ロサンゼルス・ドジャース
- 張育 - FA

#### NPB
- ドミンゴ・サンタナ-東京ヤクルトスワローズ

#### NBA
- スティーブン・アダムス-オクラホマシティ・サンダー
- タイリーク・エバンス-インディアナ・ペイサーズ
- 八村塁-ワシントン・ウィザーズ
- ブルック・ロペス-ミルウォーキー・バックス
- ロビン・ロペス-ミルウォーキー・バックス
- ブランドン・ナイト-デトロイト・ピストンズ
- 渡邊雄太-ブルックリン・ネッツ

#### その他
- ケン・ブロック-モータースポーツ選手
- ジェイソン・デイ -プロゴルファー
- リッキー・ファウラー-プロゴルファー
- ザック・ジョンソン-プロゴルファー
- ハンリー・ラミレス-野球選手

#### 引退選手
- バートロ・コローン
- ジェイソン・ジアンビ
- 岩隈久志
- カルロス・リー
- アンドリュー・ラック
- 松井秀喜
- マイク・ムッシーナ
- ジェフ・サマージャ
- サミー・ソーサ
- フランク・トーマス
- エディンソン・ボルケス

### ブランド
- ペプシコ
- マイクロソフト
- Spotify
- アメリカン・エキスプレス
- ボーダフォン
- ショー・コミュニケーションズ
- 初音ミク（クリプトン・フューチャー・メディア）